# Trusts體育館
The Trusts Arena 體育館是一座位於紐西蘭奧克蘭漢德森的室內體育館。是一座多功能體育館，主要用來舉行體育活動及音樂演唱會。這座體育館是在2004年9月11日由前任紐西蘭總理海倫·克拉克開幕。Trusts體育館的道格拉斯球場是一座能容納5000人的怀塔科拉联足球俱乐部主場。

## 著名演出
- 2008年3月28日，鄭秀文《Show Mi 鄭秀文演唱會》
- 2008年10月22日，Slipknot《All Hope is Gone 世界巡迴演唱會（英语：All Hope Is Gone World Tour）》
- 2010年10月17日，Adam Lambert《Glam Nation 世界巡迴演唱會（英语：Glam Nation Tour）》
- 2011年5月18日，陳奕迅《DUO世界巡迴演唱會》
- 2011年9月22日，Alice Cooper（英语：Alice Cooper (band)）《No More Mr. Nice Guy 世界巡迴演唱會》
- 2012年4月21日，One Direction《Up All Night 世界巡迴演唱會（英语：Up All Night Tour）》
- 2014年8月11日，鄧紫棋《G.E.M. X.X.X. Live 世界巡迴演唱會》
- 2015年6月5日，品冠《「愛，隨時都在」全球巡迴演唱會》
- 2015年10月14日，陳奕迅《ANOTHER EASON's LIFE世界巡迴演唱會》
- 2016年3月24日，那英《那世界世界巡迴演唱會》
- 2016年4月3日，張惠妹《烏托邦世界巡城演唱會》
- 2016年8月27日，信《ROCK搖滾演唱會》
- 2016年6月1日，莫文蔚《莫文蔚看看世界巡回演唱會》
- 2016年10月5日，梁靜茹《你的名字是愛情世界巡迴演唱會》
- 2017年8月7日，林憶蓮《Pranava 造樂者 世界巡迴演唱會》
- 2017年11月22日，Take That《Wonderland Live 25週年演唱會（英语：Wonderland Live）》
- 2018年9月23日，五月天《人生無限公司巡迴演唱會》[2]
- 2019年4月4日，薛之謙《摩天大樓世界巡迴演唱會》
- 2019年9月7日，林宥嘉《IDOL世界巡迴演唱會》
- 2019年10月9日，楊千嬅《My Beautiful Live世界巡迴演唱會》
- 2024年3月30日，楊千嬅《MY TREE OF LIVE世界巡迴演唱會》
- 2024年9月20日，张靓颖《“光”世界巡迴演唱會》

## 資料來源
1. ↑  .   [2018-06-09]. （原始内容存档于2018-02-12）.
2. ↑  .   [2018-06-09]. （原始内容存档于2018-06-06）.